# راینهولد بر
راینهولد بر (آلمانی: Reinhold Behr؛ زادهٔ ۱۷ اکتبر ۱۹۴۸) شمشیرباز اهل آلمان است.
وی در مسابقات کشوری و بین‌المللی در مجموع برندهٔ ۱ مدال نقره شده‌است.